# Bielorrusia en los Juegos Europeos de Minsk 2019
Bielorrusia participó en los Juegos Europeos de Minsk 2019. Responsable del equipo nacional fue el Comité Olímpico Nacional de Bielorrusia.
El portador de la bandera en la ceremonia de apertura fue el jugador de tenis de mesa Vladimir Samsonov.

## Medallistas
El equipo de Bielorrusia obtuvo las siguientes medallas:
| Nombre                                                                                 | Deporte               | Competición                         |
| -------------------------------------------------------------------------------------- | --------------------- | ----------------------------------- |
| Oro                                                                                    |                       |                                     |
| Maxim Nedasekau                                                                        | Atletismo             | Salto de altura M                   |
| Elvira Herman                                                                          | Atletismo             | 100 m vallas F                      |
| Tatsiana Jaladovich                                                                    | Atletismo             | Jabalina F                          |
| Dzmitry Asanau                                                                         | Boxeo                 | Ligero (–60 kg) M                   |
| Tatsiana Sharakova                                                                     | Ciclismo en pista     | Persecución individual F            |
| Vasil Kiryienka                                                                        | Ciclismo en ruta      | Contrarreloj M                      |
| Yuliya Ivonchyk Veranika Nabokina Karina Sandovich                                     | Gimnasia acrobática   | Grupo – Balance F                   |
| Volha Melnik Artur Beliakou                                                            | Gimnasia acrobática   | Par mixto – Balance                 |
| Hanna Haidukevich Anastasiya Rybakova Hanna Shvaiba Arina Tsitsilina Karyna Yarmolenka | Gimnasia rítmica      | Conjuntos concurso completo F       |
| Hanna Haidukevich Anastasiya Rybakova Hanna Shvaiba Arina Tsitsilina Karyna Yarmolenka | Gimnasia rítmica      | Conjuntos 3 con aro y 2 con mazas F |
| Uladzislau Hancharou                                                                   | Gimnasia en trampolín | Individual M                        |
| Hanna Hancharova Maryia Majarynskaya                                                   | Gimnasia en trampolín | Sincronizado F                      |
| Maryna Slutskaya                                                                       | Judo                  | +78 kg F                            |
| Kiryl Hryshchanka                                                                      | Lucha grecorromana    | 130 kg M                            |
| Iryna Kurachkina                                                                       | Lucha libre           | 57 kg F                             |
| Vasilisa Marzaliuk                                                                     | Lucha libre           | 76 kg F                             |
| Artsiom Kozyr                                                                          | Piragüismo            | C1 200 m M                          |
| Volha Judzenka                                                                         | Piragüismo            | K1 500 m F                          |
| Volha Judzenka Maryna Litvinchuk                                                       | Piragüismo            | K2 500 m F                          |
| Maryna Litvinchuk                                                                      | Piragüismo            | K1 5000 m F                         |
| Alena Nazdrova                                                                         | Piragüismo            | C1 200 m F                          |
| Aliaxandr Koksha                                                                       | Sambo                 | –68 kg M                            |
| Vera Harelikava                                                                        | Sambo                 | –60 kg F                            |
| Anzhela Zhylinskaya                                                                    | Sambo                 | –72 kg F                            |
| Plata                                                                                  |                       |                                     |
| Vitali Parajonka                                                                       | Atletismo             | 110 m vallas M                      |
| Krystsina Tsimanouskaya                                                                | Atletismo             | 100 m F                             |
| Nastassia Mironchyk-Ivanova                                                            | Atletismo             | Salto de longitud F                 |
| Equipo                                                                                 | Atletismo             | Equipo mixto                        |
| Uladzislau Smiahlikau                                                                  | Boxeo                 | Pesado (–91 kg) M                   |
| Katsiaryna Halkina                                                                     | Gimnasia rítmica      | Aro F                               |
| Aliaxandr Hrabovik                                                                     | Lucha grecorromana    | 97 kg M                             |
| Ali Shabanau                                                                           | Lucha libre           | 86 kg M                             |
| Marharyta Majneva Nadzeya Papok Volha Judzenka Maryna Litvinchuk                       | Piragüismo            | K4 500 m F                          |
| Nadzeya Makarchanka Volha Klimava                                                      | Piragüismo            | C2 500 m F                          |
| Andrei Kazusionak                                                                      | Sambo                 | –90 kg M                            |
| Yuri Rybak                                                                             | Sambo                 | +100 kg M                           |
| Maryna Zharskaya                                                                       | Sambo                 | –52 kg F                            |
| Anastasiya Arjipava                                                                    | Sambo                 | –56 kg F                            |
| Yuri Shcherbatsevich                                                                   | Tiro                  | Rifle 3 posiciones 50 m M           |
| Karyna Dziominskaya Karyna Kazlouskaya Hanna Marusava                                  | Tiro con arco         | Recurvo por equipos F               |
| Bronce                                                                                 |                       |                                     |
| Maxim Liutych Mikita Meshcharakou Andrei Rahozenka Siarhei Vabishchevich               | Baloncesto 3x3        | Torneo M                            |
| Natalia Dashkevich Maryna Ivashchnka Daria Mahalias Anastasiya Sushczyk                | Baloncesto 3x3        | Torneo F                            |
| Yauheni Karaliok                                                                       | Ciclismo en pista     | Scratch M                           |
| Hanna Tseraj                                                                           | Ciclismo en pista     | Scratch F                           |
| Tatsiana Sharakova                                                                     | Ciclismo en ruta      | Ruta F                              |
| Yuliya Ivonchyk Veranika Nabokina Karina Sandovich                                     | Gimnasia acrobática   | Grupo – Dinámico F                  |
| Yuliya Ivonchyk Veranika Nabokina Karina Sandovich                                     | Gimnasia acrobática   | Grupo – Concurso completo F         |
| Volha Melnik Artur Beliakou                                                            | Gimnasia acrobática   | Par mixto – Dinámico                |
| Volha Melnik Artur Beliakou                                                            | Gimnasia acrobática   | Par mixto – Concurso completo       |
| Andrei Lijavitski                                                                      | Gimnasia artística    | Caballo con arcos M                 |
| Anastasiya Alistratava                                                                 | Gimnasia artística    | Barras asimétricas F                |
| Katsiaryna Halkina                                                                     | Gimnasia rítmica      | Concurso individual F               |
| Hanna Haidukevich Anastasiya Rybakova Hanna Shvaiba Arina Tsitsilina Karyna Yarmolenka | Gimnasia rítmica      | Conjuntos 5 con pelota F            |
| Hanna Hancharova                                                                       | Gimnasia en trampolín | Individual F                        |
| Artsiom Krautsou                                                                       | Karate                | Kumite –67 kg M                     |
| Mariya Koulinkovich                                                                    | Karate                | Kumite –50 kg F                     |
| Soslan Daurov                                                                          | Lucha grecorromana    | 67 kg M                             |
| Aliaxandr Hushtyn                                                                      | Lucha libre           | 97 kg M                             |
| Dzmitry Tratsiakou                                                                     | Piragüismo            | K1 200 m M                          |
| Aleh Yurenia                                                                           | Piragüismo            | K1 1000 m M                         |
| Volha Judzenka Maryna Litvinchuk                                                       | Piragüismo            | K2 200 m F                          |
| Uladzislau Burdz                                                                       | Sambo                 | –57 kg M                            |
| Ivan Aniskevich                                                                        | Sambo                 | –62 kg M                            |
| Stsiapan Papou                                                                         | Sambo                 | –74 kg M                            |
| Tsimafei Yemelianau                                                                    | Sambo                 | –82 kg M                            |
| Anfisa Kapayeva                                                                        | Sambo                 | –48 kg F                            |
| Tatsiana Matsko                                                                        | Sambo                 | –64 kg F                            |
| Volha Namazava                                                                         | Sambo                 | –68 kg F                            |
| Sviatlana Tsimashenka                                                                  | Sambo                 | –80 kg F                            |